# Đại học Lyon
Đại học Lyon là một trường đại học tại Lyon và Saint Etienne, Pháp. Trường gồm 16 viện. Có ba trường đại học chính ở trung tâm này: Đại học Claude Bernard Lyon 1 tập trung vào y tế và nghiên cứu khoa học và có khoảng 27.000 sinh viên; Đại học Lumière Lyon 2 tập trung vào khoa học xã hội có khoảng 30.000 sinh viên; Đại học Jean Moulin Lyon 3, tập trung vào khoa học nhân văn và luật với khoảng 20.000 sinh viên.
Các trường thành viên khác :
- École normale supérieure de Lyon
- École centrale de Lyon
- INSA Lyon
- Institut d'Administration des Entreprises de Lyon
- École nationale supérieure des sciences de l'information et des bibliothèques (enssib)
- École vétérinaire de Lyon
- Université catholique de Lyon
- Université Jean Monnet Saint Etienne (Université de Saint-Étienne)
- École nationale d'ingénieurs de Saint-Étienne, (ENISE)
- École nationale supérieure des mines de Saint-Étienne
- École supérieure de commerce et management (ESDES)
- École de management de Lyon
- Institut polytechnique de Lyon (CPE Lyon, ECAM Lyon, ISARA Lyon, ITECH Lyon)
- Institut d'études politiques de Lyon
- École nationale des travaux publics de l'État